# Paola (Malta)
Paola (malt. Raħal Ġdid) – jedna z jednostek administracyjnych na Malcie. Mieszka tutaj 7 864 osób. Przez Paolę przebiega linia fortyfikacji Corradino Lines. Znajduje się tutaj uczelnia MCAST (Malta College of Arts, Science and Technology).

## Turystyka
- Hypogeum Ħal Saflieni, podziemna budowla z około 2500 roku p.n.e.
- Świątynie Kordin, pozostałości ruin neolitycznych
- Kościół św. Ubaldeski (Knisja ta' Sant'Ubaldeska/St. Ubaldesca Church) z 1630 roku
- Bazylika Chrystusa Króla (Il-Bażilika ta' Kristu Re/Basilica of Christ the King) z 1924 roku
- Kościół św. Antoniego z Padwy (kapucynów)
- Cmentarz Addolorata (Addolorata Cemetery), neogotycki cmentarz
- Meczet Mariam Al-Batool, jedyny meczet na Malcie
- Schron w Paola, zabytkowy schron z okresu II wojny światowej[5].

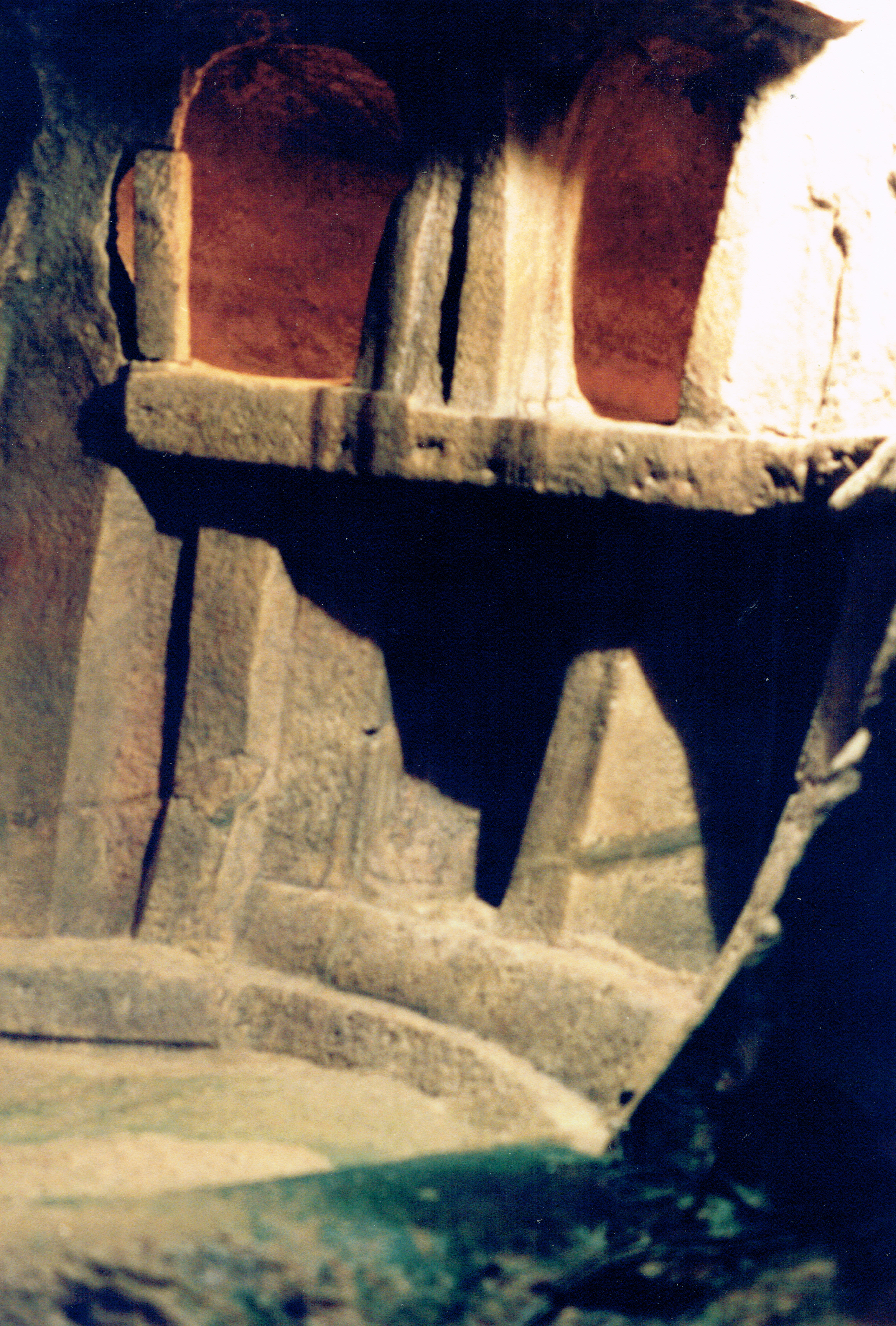
Hypogeum Ħal Saflieni
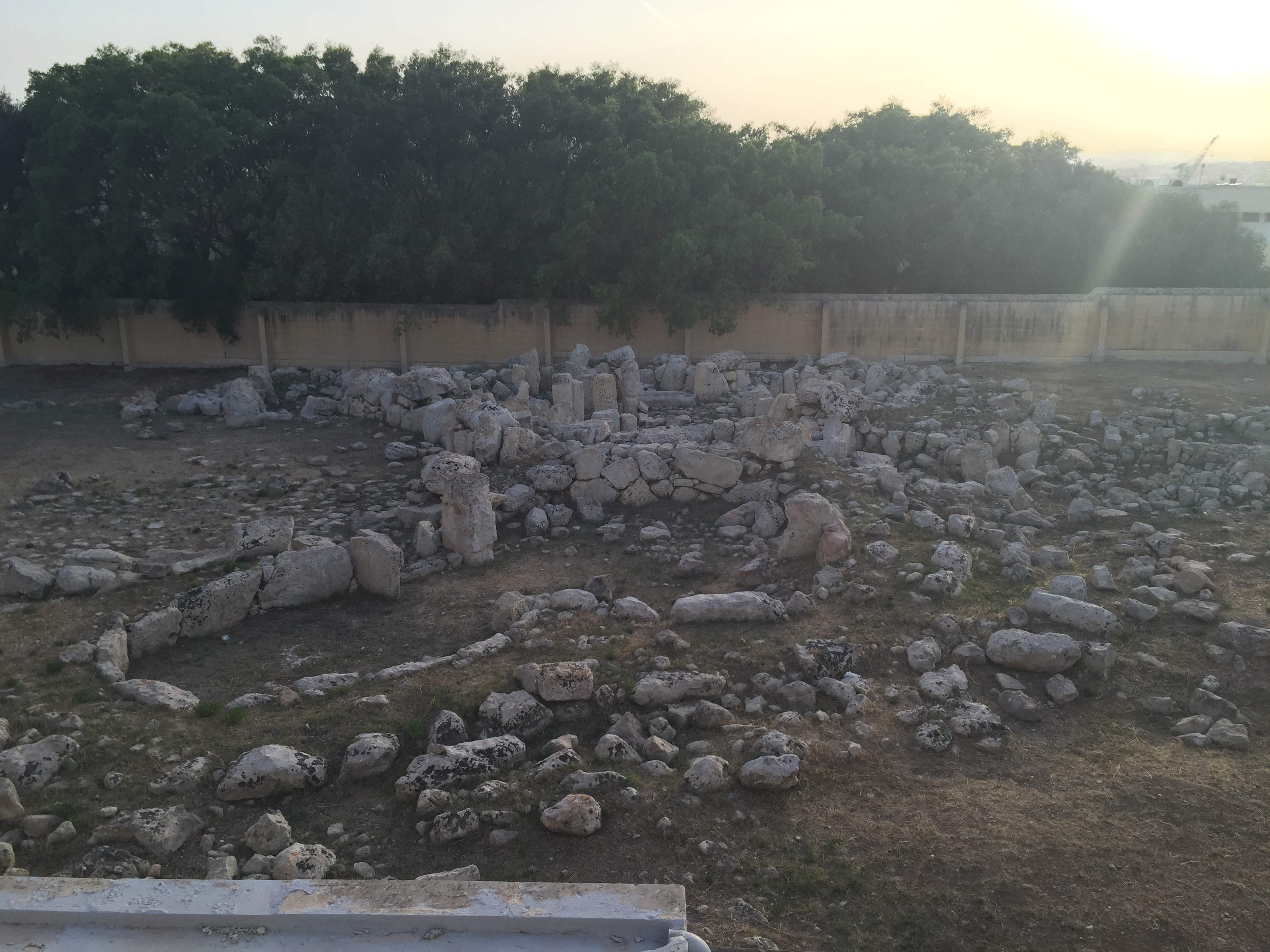
Pozostałości świątyni Kordin III
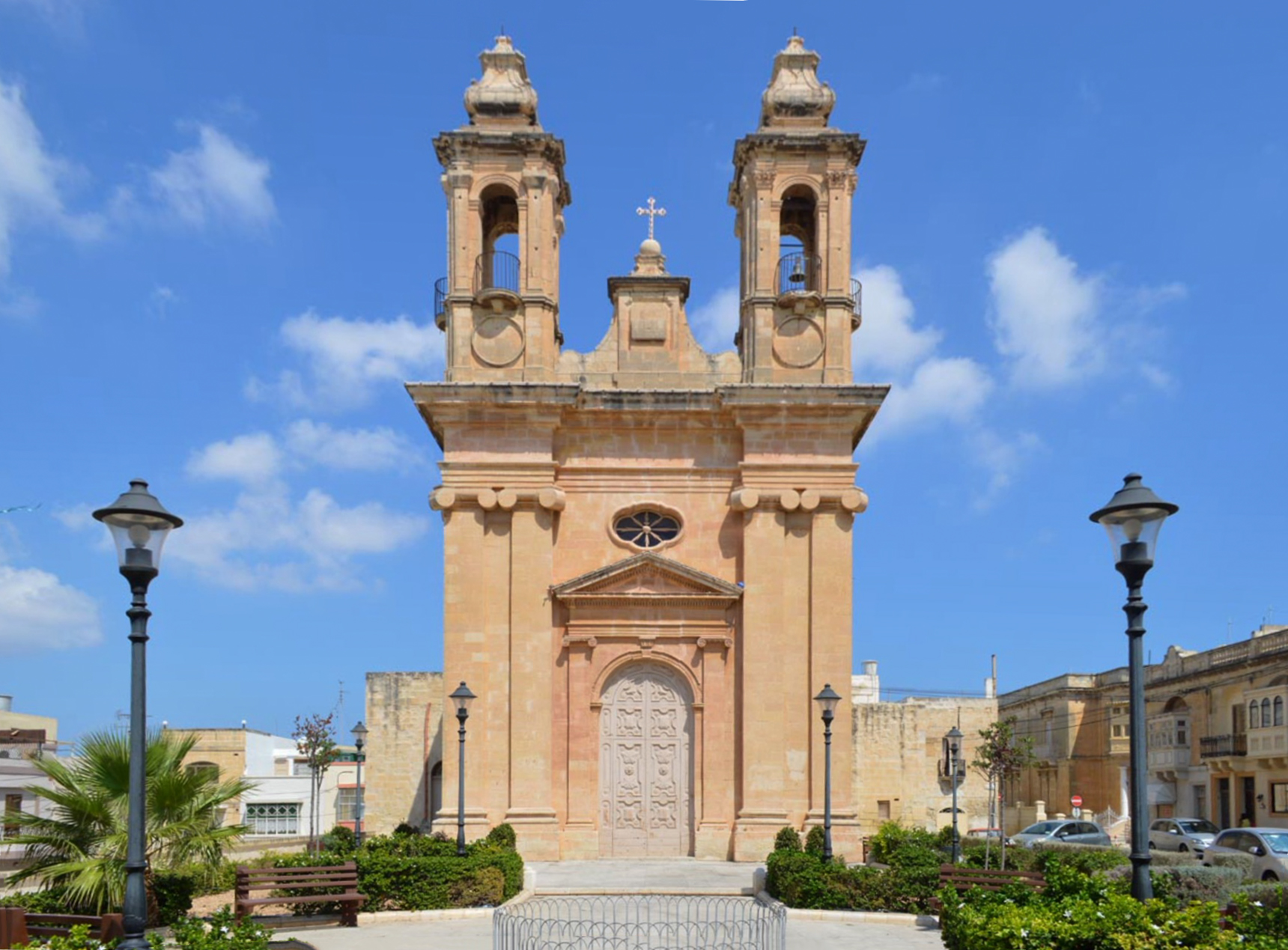
Kościół św. Ubaldeski
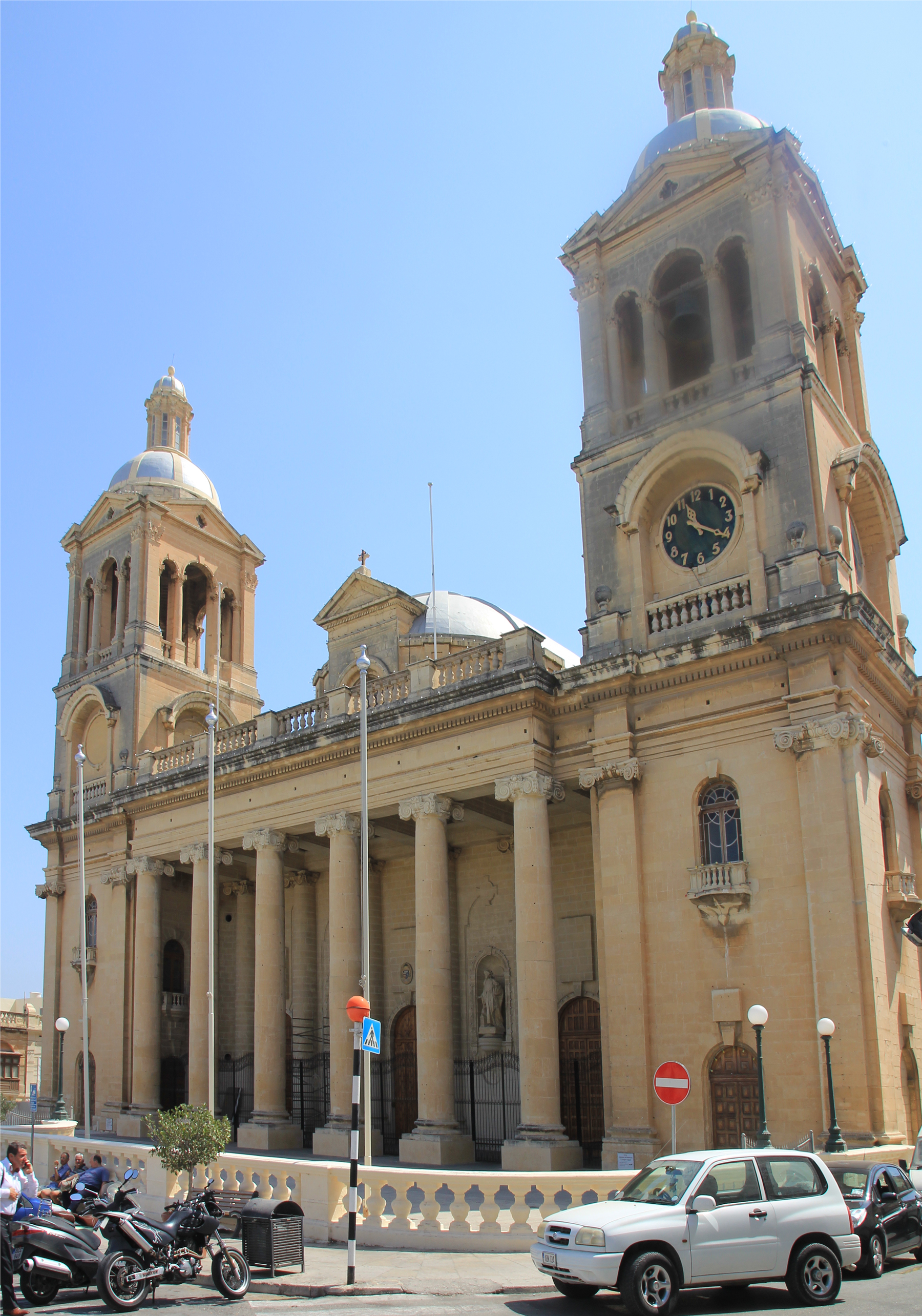
Kościół Chrystusa Króla
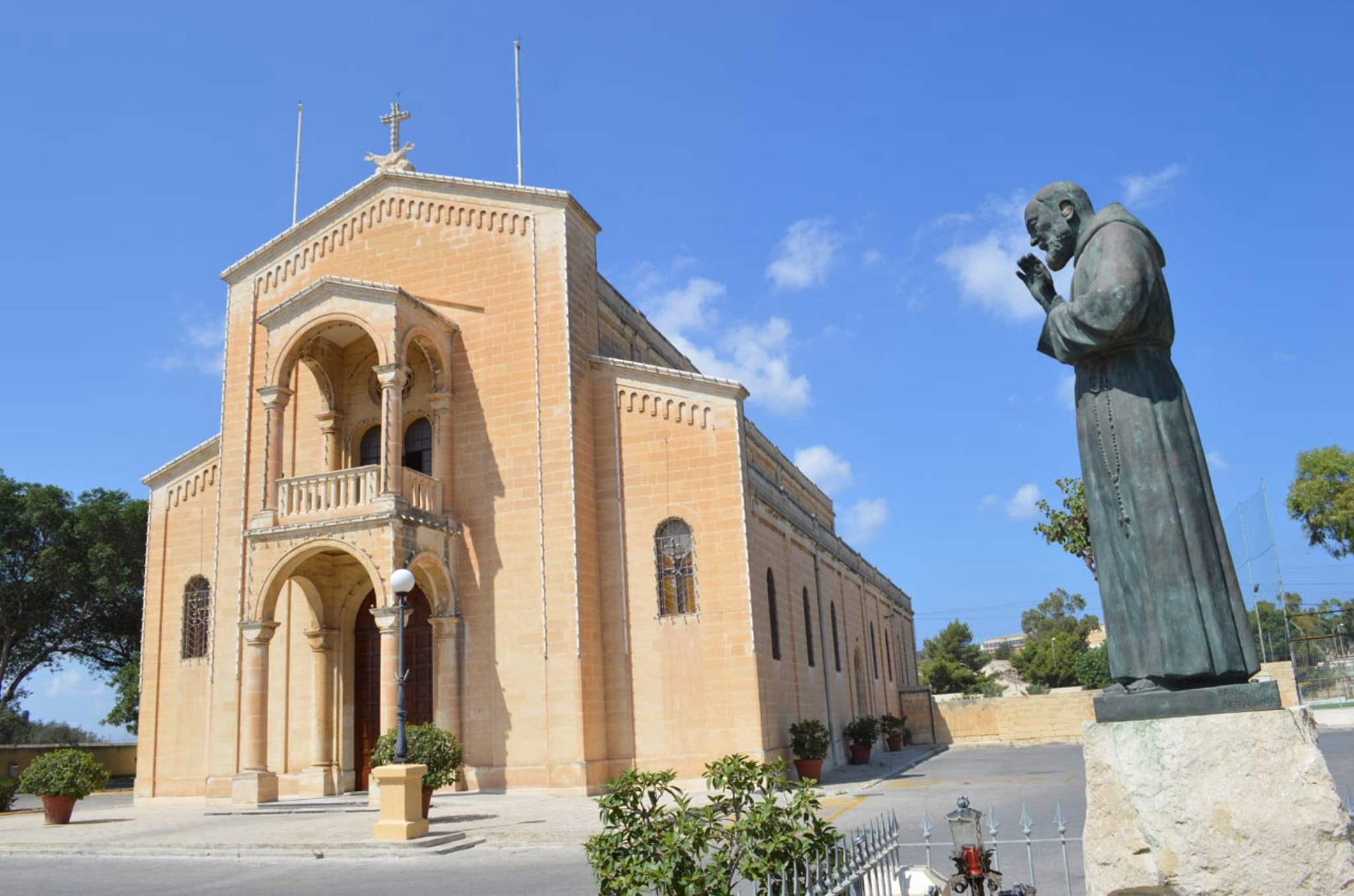
Kościół św. Antoniego z Padwy
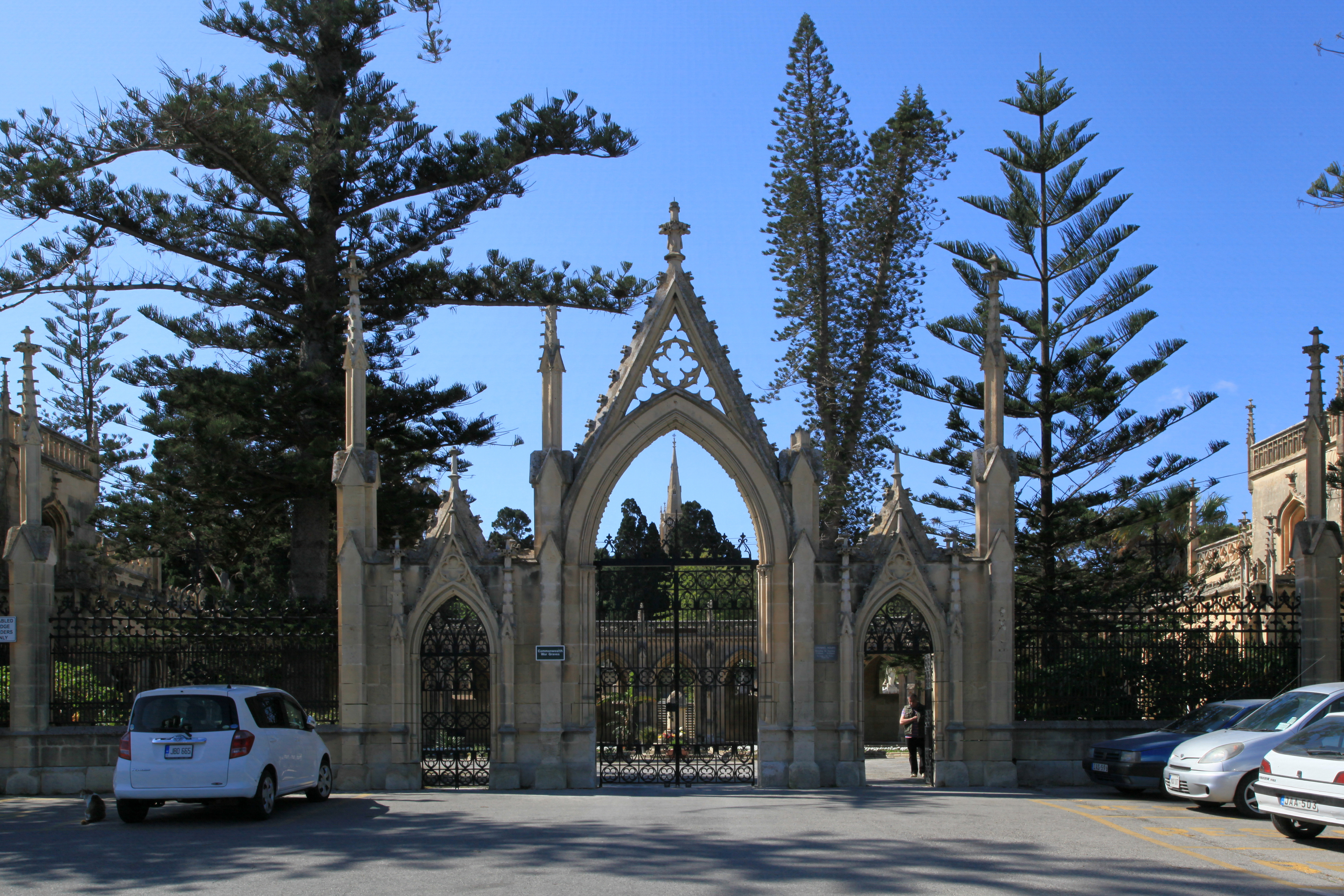
Cmentarz Addolorata
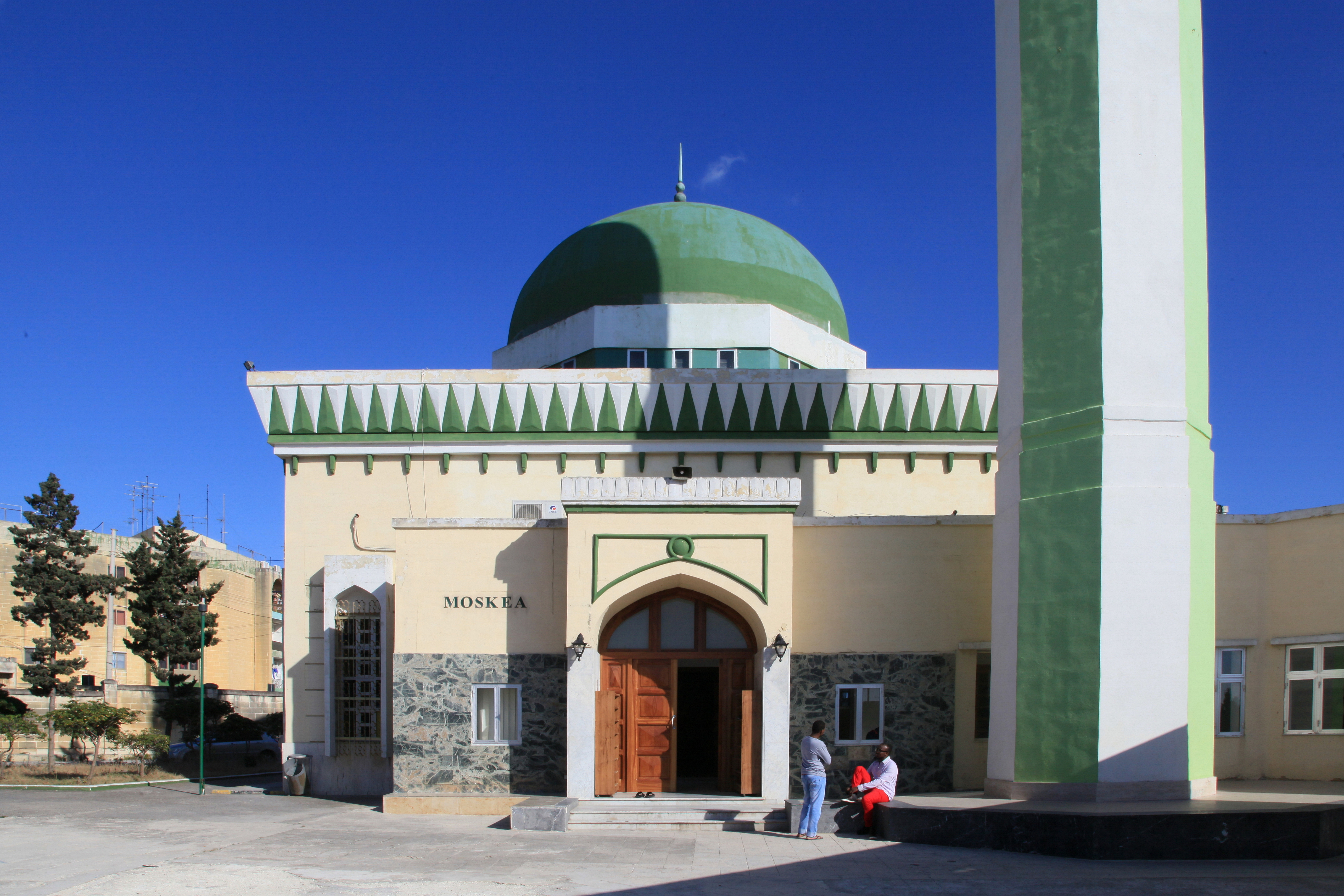
Meczet Mariam Al-Batool

## Sport
W miejscowości funkcjonuje klub piłkarski Hibernians FC. Powstał w 1922 roku. Obecnie gra w Maltese Premier League, najwyższej maltańskiej lidze. Mecze rozgrywane są na stadionie Hibernians Ground o pojemności 8000 widzów. W latach od 1913 do 1921 funkcjonował klub Paola United FC.